# Małastówka
Małastówka – potok, lewobrzeżny dopływ Sękówki o długości 9,31 km.
Potok płynie w zachodniej części Beskidu Niskiego. Jego źródła znajdują się na wysokości 580–600 m n.p.m., na zachodnim skłonie głównego węzła pasm górskich tzw. Pasma Magurskiego, na wysokości nieistniejącej już wsi Banica. Spływa w kierunku północno-zachodnim głęboką doliną, ograniczoną po stronie północno-wschodniej pasmem Pętnej Góry (721 m n.p.m.), Dziamery (756 m n.p.m.), Zawierszy (669 m n.p.m.) i Kornuty (677 m n.p.m.), zaś po stronie południowo-zachodniej Wierchem Wirchne (635 m n.p.m.), Magurą Małastowską (813 m n.p.m.), Ostrym Działem (675 m n.p.m.) i Brusami (594 m n.p.m.). W dolnym biegu tok stopniowo wykręca ku północy, by na granicy Ropicy Górnej, na wysokości ok. 360 m n.p.m. ujść do Sękówki. Na całej długości przybiera wiele drobnych dopływów, spływających ze stoków wyżej wymienionych gór.
Małastówka przepływa kolejno przez Pętną i Małastów. Na odcinku zajętym przez tę drugą wieś jej doliną biegnie droga wojewódzka nr 977 z Gorlic do granicy państwa w Koniecznej.